# Municipio de Wall (Nueva Jersey)
El municipio de Wall (en inglés: Wall Township) es un municipio ubicado en el condado de Monmouth en el estado estadounidense de Nueva Jersey. En el año 2010 tenía una población de 26,164 habitantes y una densidad poblacional de 321 personas por km².

## Geografía
El municipio de Wall se encuentra ubicado en las coordenadas 40°9′31″N 74°4′13″O / 40.15861, -74.07028.

## Demografía
Según la Oficina del Censo en 2000 los ingresos medios por hogar en el municipio eran de $73,989 y los ingresos medios por familia eran $83,795. Los hombres tenían unos ingresos medios de $61,022 frente a los $37,011 para las mujeres. La renta per cápita para la localidad era de $32,954. Alrededor del 2.3% de la población estaba por debajo del umbral de pobreza.